# Glaucina abdominalis
Glaucina abdominalis är en fjärilsart som beskrevs av Grossbeck 1912. Glaucina abdominalis ingår i släktet Glaucina och familjen mätare. Inga underarter finns listade i Catalogue of Life.